# 筒川村
筒川村（つつかわむら）は、京都府与謝郡にあった村。現在の伊根町北部の内陸部にあたる。

## 地理
- 山岳：太鼓山、船津山、権現山
- 河川：筒川

## 歴史
- 1889年（明治22年）4月1日 - 町村制の施行により、菅野村・野村・本坂村の区域をもって発足。
- 1954年（昭和29年）11月3日 - 伊根村・朝妻村・本庄村と合併して伊根町が発足。同日筒川村廃止。